# Tulum (jaciment arqueològic)
Tulum (en yucatek: Tulu'u) és un jaciment arqueològic corresponent a una antiga ciutat emmurallada maia que fou un dels principals ports de la ciutat de Cobá. Es troba al municipi homònim, a la vora de la ciutat moderna homònima, a la costa caribenya del sud-est de Mèxic, a l'estat de Quintana Roo, en una zona coneguda com Ribera Maia. Les ruïnes es troben dintre del parc nacional homònim.
Les ruïnes són en un penya-segat a la costa oriental de la península de Yucatán. Tulum fou una de les darreres ciutats construïdes i habitades pels maies. Tingué l'apogeu entre els segles XIII i XV i va sobreviure durant prop de 70 anys després de la invasió espanyola. Sembla que fou abandonada per l'elevada mortalitat provocada per les malalties del Vell Món dutes pels invasors europeus. És un dels assentaments maies costers més ben preservats.

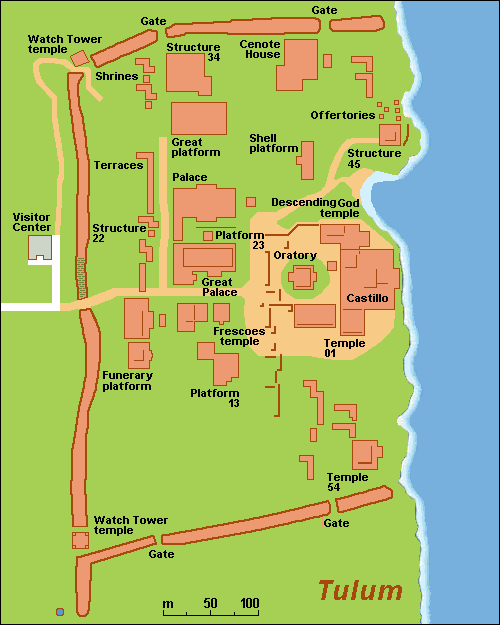
Mapa del jaciment arqueològic

## Història
La ciutat potser s'anomenà Zamá, que significa 'ciutat de l'aurora', perquè s'orienta a l'eixida del sol. Tulum significa 'segell', 'paret', 'fossa' o 'trinxera'. Era una ciutat emmurallada. Tulum tenia accés a rutes comercials terrestres i marítimes, especialment del comerç de l'obsidiana. Per les nombroses representacions en murals i altres obres, la ciutat sembla haver estat un lloc important de culte al déu "submarí" o "que descén".
Tulum fou esmentada per primera vegada per Juan Díaz, un membre de la segona expedició a Mèxic, dirigida per Juan de Grijalva el 1518. La primera descripció detallada de les ruïnes la publicaren John Lloyd Stephens i Frederick Catherwood el 1843 en Incidents of Travel in Yucatan. Arribats per mar, Stephens i Catherwood albiraren primer un edifici alt que els impressionà molt, probablement el gran Castell. Van fer mapes precisos de les muralles i Catherwood feu dibuixos del castell i d'altres edificis. Stephens i Catherwood també van reportar una estela clàssica antiga, amb una data inscrita del 564, que va ser adquirida el 1924 pel Museu Britànic, catalogada com Tulum Stela 1. Atés que els arqueòlegs pensen que la major part de Tulum data del període postclàssic i va ser construïda després de 900, suggereixen que l'estela va ser duta d'una ciutat veïna, possiblement de Cobá.
Els treballs arqueològics i de restauració continuaren al 1913 amb Sylvanus Morley i George P. Howe. El treball va ser continuat per l'Institut Carnegie entre 1916 i 1922, Samuel Lothrop el 1924, que també cartografià l'assentament, Miguel Ángel Fernández a la fi de la dècada de 1930 i primeria de la dècada de 1940, William Sanders el 1956 i per Arthur G. Miller al final dels anys 1970. Els estudis de Sanders i Miller apunten que el lloc fou poblat durant el final del període postclàssic, prop de 1200 ae. Encara estava poblat quan hi hagué els primers contactes amb els invasors espanyols, a començament del s. XVI, i fou completament abandonat a la fi d'aquest segle.

## Arquitectura
L'arquitectura de Tulum és típica dels assentaments maies de la costa oriental de la península de Yucatán, recognoscible per un graó en volta de la base dels edificis que recolza sobre una subestructura baixa. Els portals són generalment estrets, amb columnes emprades de suport si l'edifici és gran. La divisió principal sol tenir una o dues finestres menudes i un altar a la paret posterior, cobert per un sostre amb bigues o arcs. Aquest tipus d'arquitectura s'assembla a la de Chichén Itzá, però en una escala molt menor.

### Muralla
La ciutat era protegida del costat del mar per escarpats alts i a la banda terrestre per una muralla d'aproximadament 3 a 5 m d'alçada, 8 m d'amplada i 400 m de llarg al costat paral·lel a la mar i 170 m als altres costats. La construcció d'aquesta muralla massiva degué requerir un enorme esforç i temps, i mostra la importància de la defensa per als maies quan en triaren el lloc. Al sud-oest i nord-oest hi ha petites estructures que semblen torres de vigilància, cosa que evidencia com la ciutat estava ben defensada. Hi ha cinc portes estretes a la muralla, dues al costat nord, dues al costat sud i una a l'occidental. Prop del tram nord de la muralla hi ha un cenote menut que abastia la ciutat d'aigua dolça. Aquesta muralla impressionant fa de Tulum una de les ciutats fortificades més conegudes dels maies.

### Edificis més famosos

#### Temple dels Frescs
També anomenat Temple de les Pintures, el Temple dels Frescs és una de les estructures més espectaculars de Tulum. Enclou una galeria inferior i una galeria superior més xicoteta. L'edifici s'emprà d'observatori per a registrar els moviments del sol. La façana està decorada amb figures en nínxols representant el "déu submarí". Aquest déu està també representat en el temple amb el seu nom, situat en la part central del recinte. Damunt l'entrada de la paret occidental hi ha una figura en estuc del "déu submarí", que dona nom al temple. A la paret oriental, en una zona vedada als visitants, hi ha un mural amb un estil semblant a l'originari de les terres altes mexicanes, anomenat Estil Mixteca-Puebla.

#### Temple del Déu descendent
Consisteix en una única divisió amb una porta oberta a oest i una escala construïda damunt d'un altre temple anterior que en serví de base. Al nínxol de damunt de la porta hi ha una escultura que es troba per tota la ciutat, amb ales i un tocat i agafa un objecte en les mans. Presenta una asimetria curiosa a la façana, orientada a ponent. Aquest temple ha suscitat molta atenció per part dels investigadores. Arthur G. Miller plantejà la hipòtesi que les pintures que n'hi ha a l'interior representen el naixement i renovació, relacionant aquestes representacions amb Venus en la seua faceta matutina.

#### Castell
El castell se situa també al recinte central. Amb 7,5 m d'alçada, va ser construït damunt d'un edifici anterior i tenia un sostre de bigues i morter. Els llindars de les divisions del pis superior tenen motius esculpits amb serps. La construcció del castell sembla haver ocorregut en diverses fases. Sembla que un petit santuari s'utilitzà com a far de les canoes que arribaven a la ciutat. Aquest santuari marca una esquerda en la barrera de corall que se situa enfront de Tulum, on hi ha una platja que constitueix una discontinuïtat del penya-segat coster que hauria estat adequada per a les canoes de comerç. Aquesta característica del lloc pot haver estat una de les raons per què els maies fundaren Tulum, que després fou un important port comercial durant el període post-clàssic tardà.

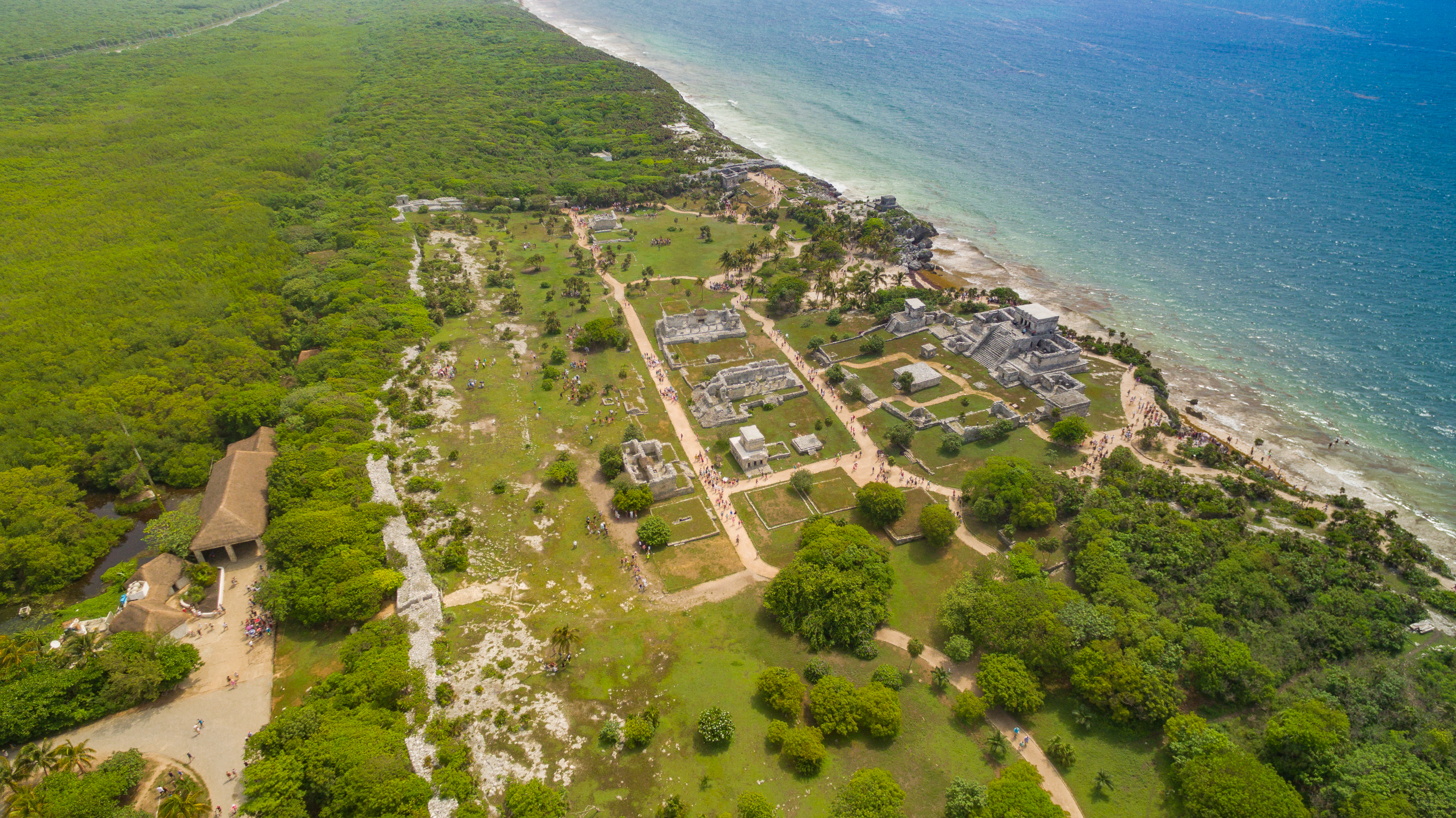
Vista aèria de les ruïnes
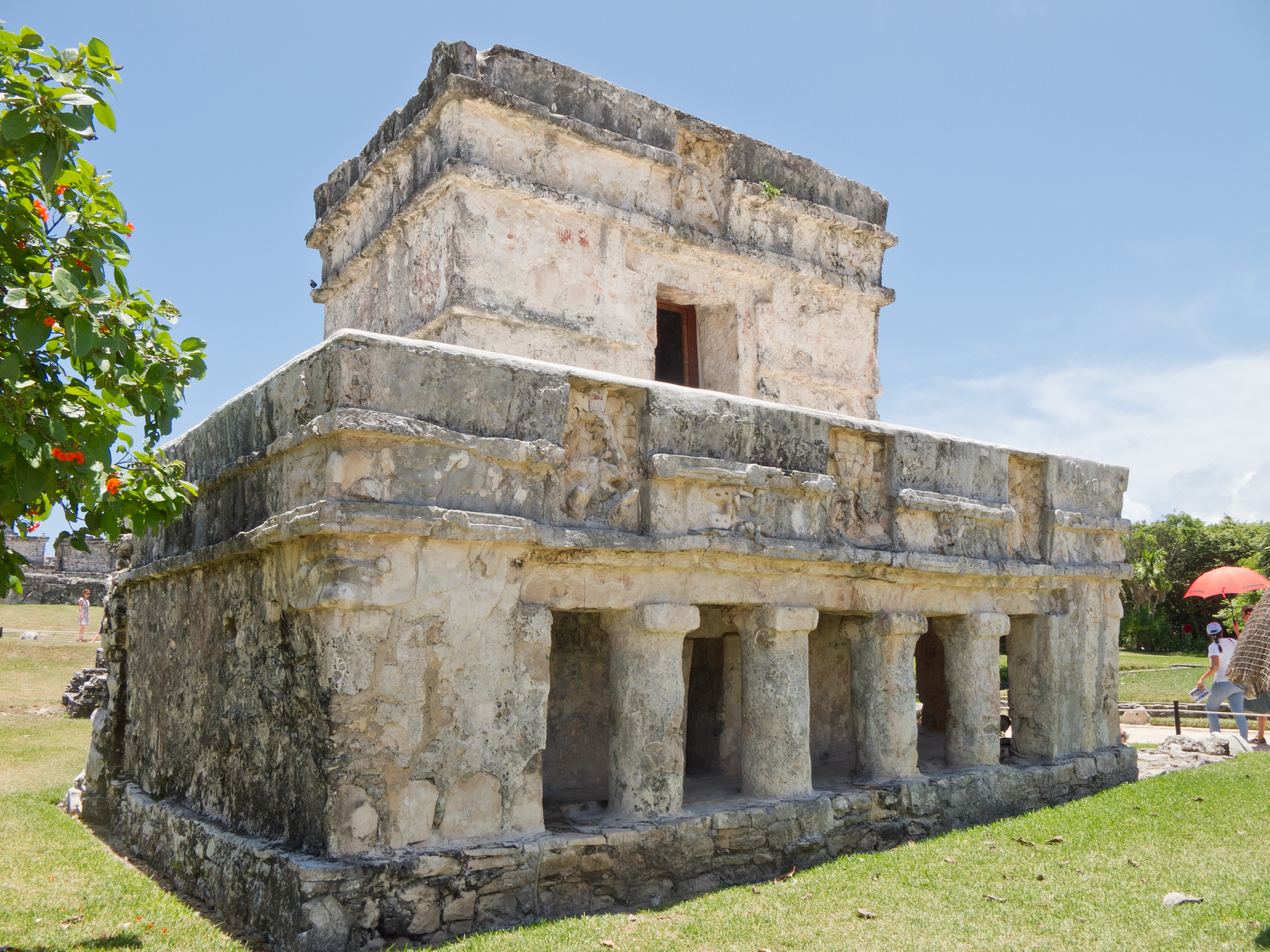
Temple dels Frescs
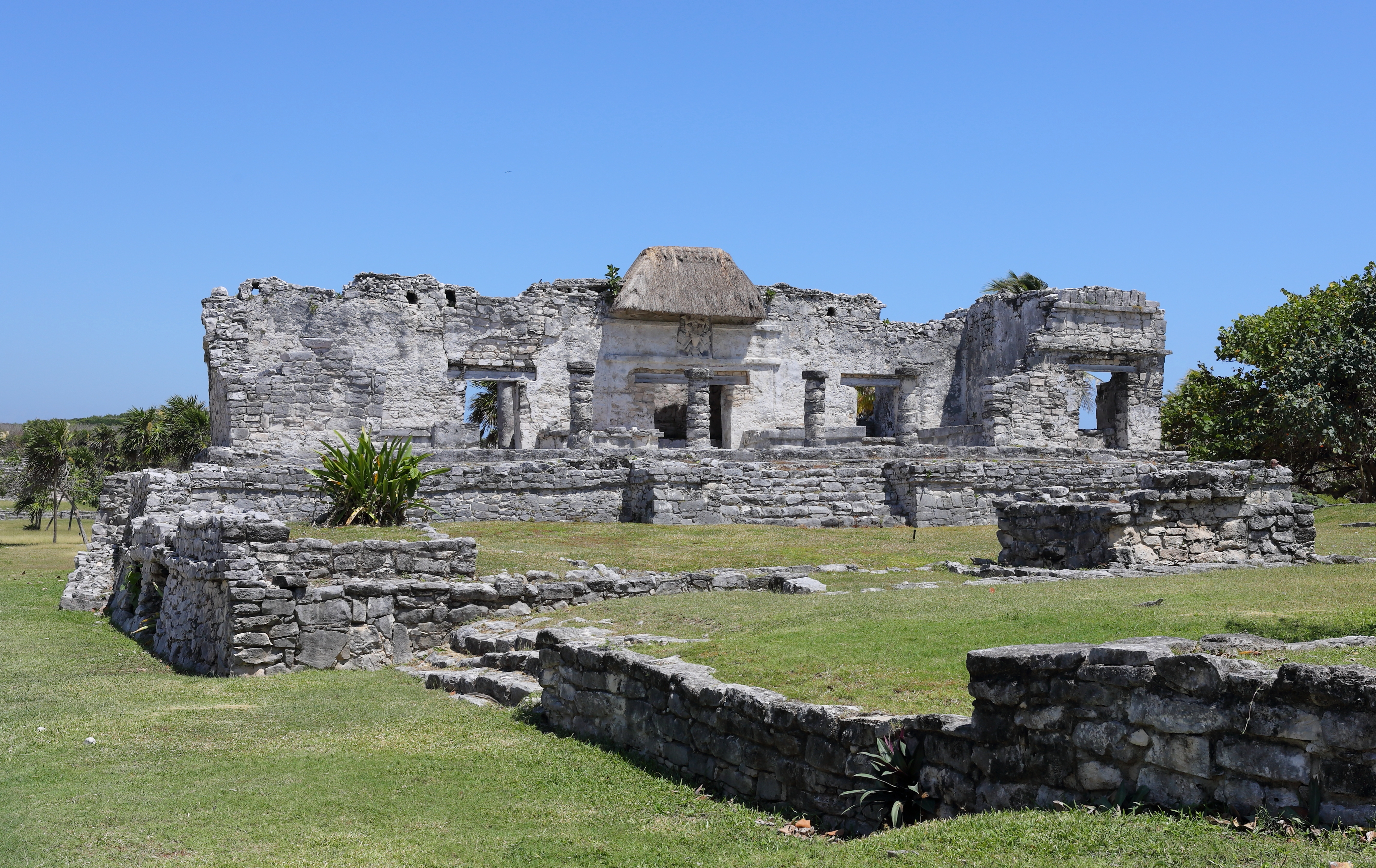
Temple del Déu descendent
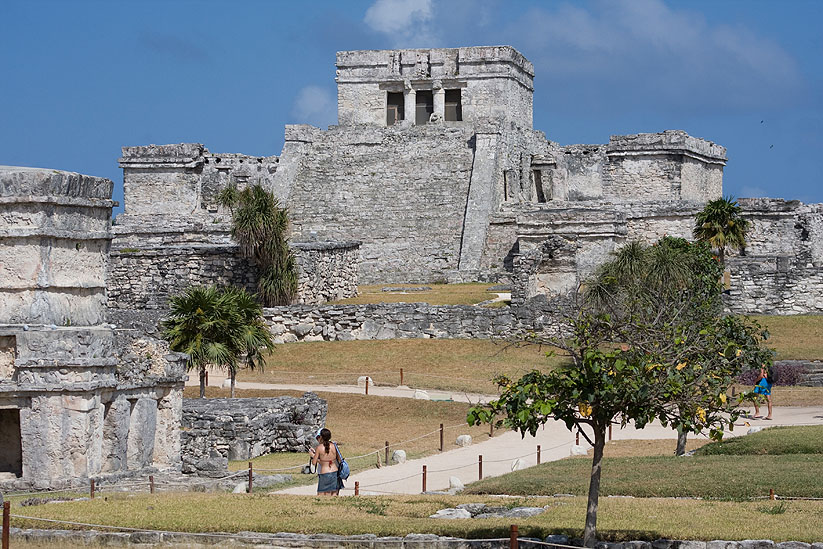
El castell
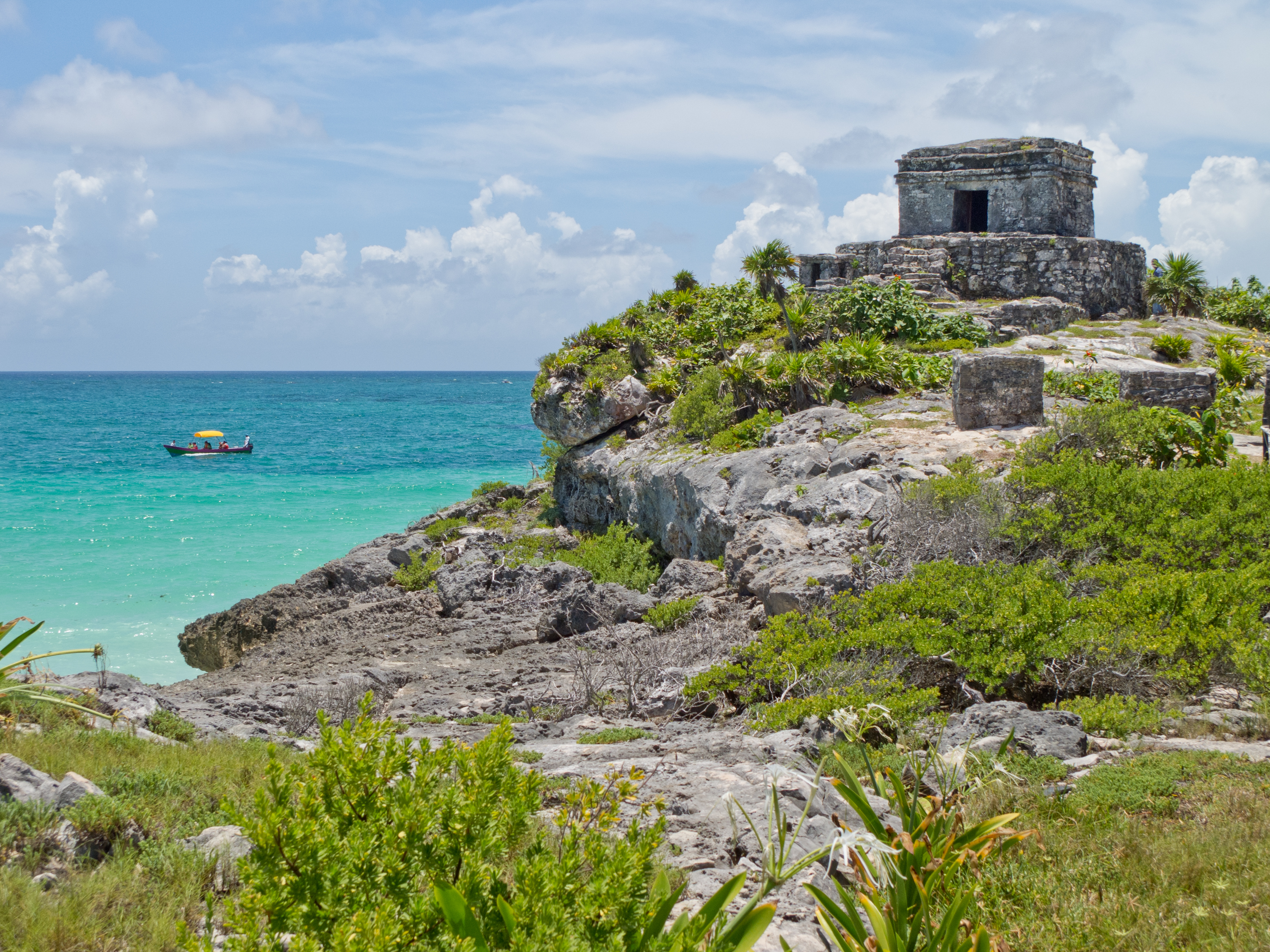
Temple del Déu del Vent vist des del nord

## Comerç
A Tulum convergien rutes terrestres i marítimes. Alguns artefactes trobats al jaciment o a la rodalia evidencien contactes amb diverses àrees de Mèxic Central i d'Amèrica Central. Hi aparegueren artefactes de coure provinents de les terres altes mexicanes prop de l'antiga ciutat, així com artefactes de sílex, or, ceràmica i peveters de tot Yucatán. Els béns portats pels mercaders a Tulum per mar incloïen sal i tèxtils, que després arribarien a diversos pobles de l'interior. Entre les principals exportacions hi havia plomes i objectes de coure produïts a l'interior. Aquestes mercaderies eren transportades per mar i rius com el Motagua, Usumacinta i La Pasión, cosa que permetia que les canoes usades a la mar també tingueren accés a les terres baixes i altes de l'interior.
El riu Motagua naix a les muntanyes de Guatemala i desaigua a la mar Carib. El riu Usumacinta, format per la confluência del Salinas (també anomenat Chixoy a Guatemala) i La Pasión, també naix a les terres altes de Guatemala i desaigua al golf de Mèxic. És possible que fos una de les canoes del comerç maia la que Cristòfor Colom trobà per les Illes de la Badia d'Hondures. Entre les mercaderies més valuoses trobades en aquells paratges hi ha el jade i l'obsidiana. Es pensa que l'obsidiana que passava per Tulum provenia del volcà Ixtepeque, al sud de Guatemala, que dista aproximadament 700 km de Tulum. Aquesta gran distància i la quantitat d'obsidiana trobada al jaciment mostren que la ciutat era un important centre de comerç d'aquell material.

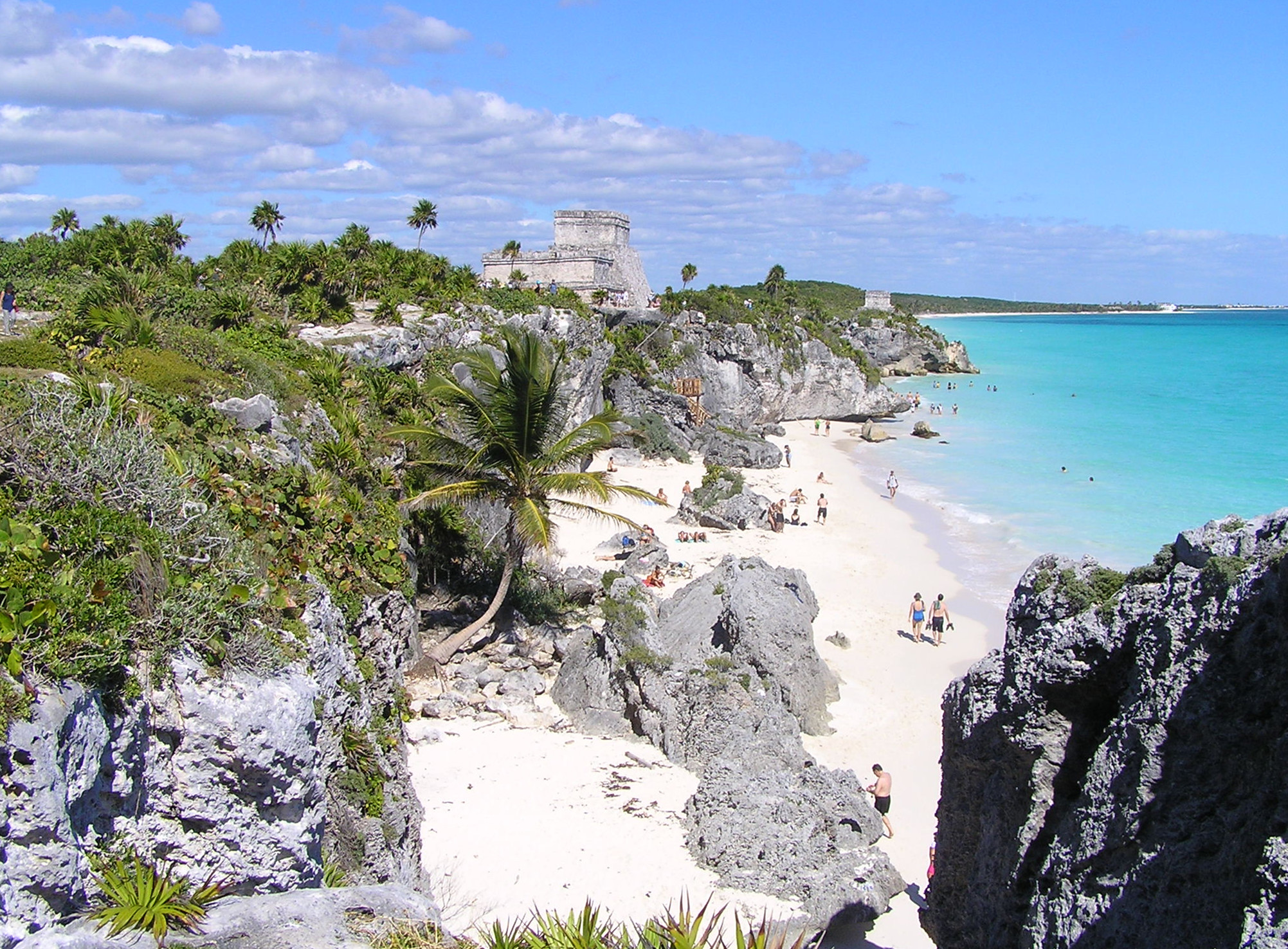
Platja a la part sud de les ruïnes

A l'àrea de Tulum hi ha alguns cenotes, com ara el Maya Blue, Naharon, Tortuga, Vacaha, Grand Cenote, Abejas, Nohoch Kiin i Carwash. A més del jaciment arqueològic, hi ha altres zones d'interés: la ciutat moderna i la reserva de la biosfera de Sian Ka'an.

## Parc nacional
La zona arqueològica de Tulum se situa dintre del parc nacional homònim, creat el 1981. El Parc Nacional Tulum s'estén al llarg de la zona costera que va d'est a nord de la ciutat moderna fins a la zona anomenada Casa Cenote, i limita a l'oest amb la carretera federal 307. És l'única àrea natural protegida terrestre de la costa entre Cancún i Tulum i ocupa 664 hectàrees, on viuen diverses espècies de flora i fauna característiques de la zona, com ara les tortugues Caretta caretta i Dermatemys mawii (de la família Dermatemydidae). Per llei, l'àrea del parc es destina a la conservació de recursos naturals, lleure i turisme de baix impacte.

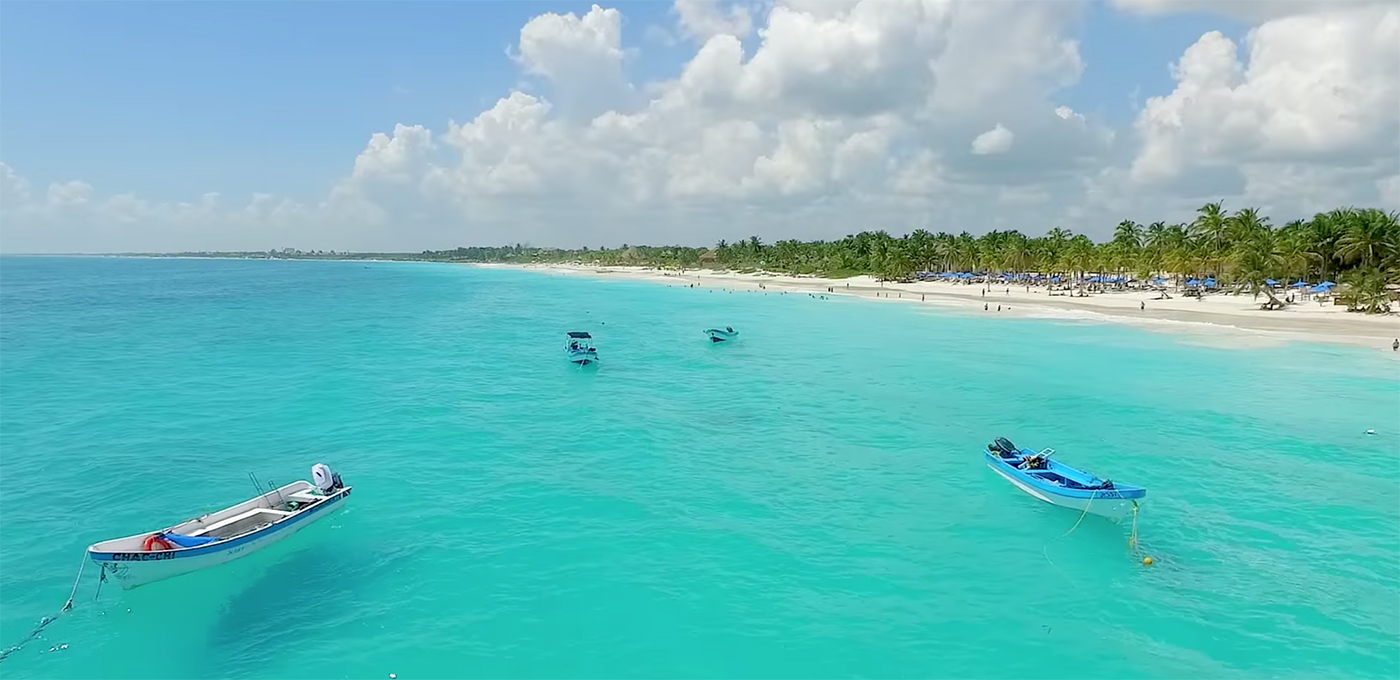
Una de les platges de Tulum

Malgrat que l'àrea no és massa gran, presenta una gran varietat d'hàbitats, com ara manglar, platges i cenotes, on es troben algunes espècies amenaçades, algunes d'endèmiques. A causa de la varietat de tipus de sòl, la vegetació del parc és variada: hi predomina la selva en les terres més altes i ecosistemes humits, que en les àrees menys properes a la mar constitueixen taques enmig de la selva. Entre les espècies dels manglars hi ha el Conocarpus erectus, Laguncularia racemosa (mangle blanc), Avicennia germinans (mangle negre) i Rhizophora mangle (mangle vermell). Entre les zones humides i les selves de l'interior creix vegetació de transició, que presenta espècies d'ambdós tipus de flora. Hi ha platges d'arena i de roca. En la zona arqueològica hi ha un penya-segat rocós quasi vertical amb 9 m d'altura, al fons del qual hi ha una platja rocosa estreta, que s'estén desenes de metres al sud, on la franja arenosa s'allarga.
Una de les principals causes dels danys ambientals registrats a l'àrea del parc és la construcció de carreteres i camins, per facilitar l'explotació de recursos naturals com l'obtenció de materias per a la construcció de cases i mobles, i la caça. Fins fa poc, els troncs d'arbres com Thrinax radiata, Ceiba i Manilkara zapota (sapodella) eren intensivament usats en la construcció civil. La caça afectava (i potser continua afectant) mamífers de major dimensió com l'Odocoileus virginianus (cérvol de Virgínia), Mazama americana, Tayassu tajacu (pècari de collar) i Tayassu pecari (pècari barbablanc), entre d'altres. És probable que els predadors més menuts com el Leopardus pardalis (ocelot), Leopardus wiedii (gat margay), Herpailurus yagouaroundi (jaguarundi), Eira barbara (taira) i Bassariscus sumichrasti també hagen estat afectats.